# El samurái (novela)
El samurái (侍) es una novela histórica escrita por el autor japonés Shūsaku Endō y publicada en 1980, en que fue ganadora del premio Noma de literatura. Narra la historia de la segunda embajada japonesa a Europa, que tuvo lugar entre 1613 y 1620 y que fue dirigida por Hasekura Tsunenaga, el protagonista del libro.

## Resumen del argumento
Hasekura es un samurái rural de la región cercana a Sendai, en el norte de Japón. Después de las recientes guerras civiles a su familia le han sido asignadas unas tierras menos fértiles que las que poseyeron durante generaciones en Kurokawa. Por eso su anciano tío (y antes de morir, también su padre) aspira a recuperar sus viejas tierras, en que la familia vivía en mayor abundancia. Durante una entrevista con su señor feudal, el señor Ishida, se hace saber a Hasekura que sus posibilidades de conseguir recuperar sus antiguas tierras son escasas. Su familia ocupa uno de los últimos lugares en la escala de la nobleza japonesa y la paz impuesta por el shogunado hace improbables nuevas guerras en que ganar un feudo mejor u otras oportunidades de ascenso social. Esto es un disgusto para el tío, pero no para Hasekura. Éste tiene un carácter apacible y poco ambicioso. En realidad, a pesar de su pobreza, ama la vida cotidiana en las tierras relativamente áridas e inhóspitas de la llanura y las faenas agrícolas en que participa codo con codo con sus vasallos, cuya mansedumbre y resignación comparte. Con esta vida y la compañía de su mujer, Roku, y sus hijos parece tener bastante.
En esos años ha comenzado en Japón una persecución del cristianismo, que es ilegal en los dominios directos del Shogun. Se trata de acontecimientos lejanos para Hasekura, que no ha visto nunca un cristiano y vive en una región apartada cuyo daymio, Date Masamune, tolera el cristianismo en su provincia. En Edo un misionero franciscano, de nombre Velasco, es liberado de la cárcel. Velasco está enfrentado a los jesuitas, que durante décadas han tenido la exclusiva de la evangelización de Japón. Para él, las recientes persecuciones son producto de una política equivocada por parte de los jesuitas, que acumularon poder hasta alarmar a los gobernantes japoneses. Velasco es inteligente, muy orgulloso y con un carácter incluso violento. Desciende de una familia noble de Sevilla y se considera capacitado para, si el Papa le nombrase obispo de Japón, manejar la situación de modo que el cristianismo recupere el terreno perdido, llevando una política diferente. Pero de momento es sólo un intérprete en Edo, pues sólo como tal le es permitido residir allí.
El señor Ishida se entrevista con él y le ofrece desplazarse al norte, donde el cristianismo es legal. Los motivos del Señor Ishida no se expresan con claridad y Velasco tiene que adivinarlos. En lo que sigue, todas las partes se comportan de forma hipócrita, al declarar unas intenciones y tener realmente otras. Al mismo tiempo, todos son conscientes de lo que realmente pretenden los otros, pero nunca lo expresan con claridad.
El señor Ishida y el consejo de ancianos que asiste al daymio en el gobierno pretenden entablar relaciones comerciales directas con la Nueva España sin pasar por la base española de Filipinas. Esto les reportará unas ganancias económicas gigantescas. Pero necesitan construir un galeón al estilo europeo, ya que con las naves de que disponen no podrían cruzar el Océano Pacífico. Cuentan con una tripulación española, que ha naufragado en Japón, con los conocimientos técnicos suficientes para construir y pilotar el barco. Para que los trabajadores japoneses puedan entenderse con los españoles, precisan a Velasco como intérprete. Y el anzuelo que le ofrecen es la libertad de practicar y predicar el cristianismo en esa parte de Japón.
Velasco por su parte comprende que no tienen simpatía ni interés alguno por el cristianismo y que sólo buscan las ganancias comerciales. Comprende que además España no va a ver con buenos ojos la entrada de unos competidores en la navegación y el comercio en el océano, pero les anima a construir el galeón y les dice que serán bien recibidos de los españoles de Nueva España. Además declara asumir una y otra vez su papel como mero intérprete, cuando su interés es la predicación. Piensa que a cambio de concesiones comerciales se puede conseguir que los japoneses vuelvan a dejar libertad a los cristianos. No sólo va a tener que engañar a los japoneses, sino también a los españoles. En primer lugar, para sacrificar sus intereses comerciales, deben creer que hay buenas perspectivas para el cristianismo en Japón, cuando la realidad es que, sobre todo después de las persecuciones, la actitud de los japoneses es muy fría. De otro lado la embajada japonesa es en realidad enviada por un señor provincial de autonomía limitada, sometido al shogun, que es por su parte resueltamente hostil al cristianismo. Pero conviene que los españoles la perciban como lo que no es: una embajada representativa del Japón en su conjunto.

## Relación con la historia real
La novela reproduce con bastante fidelidad la historia real de la expedición de 1613-1620. Muchos detalles de la misma no se conocen y han sido imaginados por el autor, pero apenas existen contradicciones entre lo que se sabe de esa embajada y sus protagonistas y lo narrado por la novela.